# Blood & Vomit
Blood & Vomit är det första studioalbumet med Nattefrost, ett soloprojekt av Roger Rasmussen, känd som vokalist i det norska black metal bandet Carpathian Forest. Albumet utgavs 2004 av skivbolaget Season of Mist.

## Låtlista
1. "Ancient Devil Worshipping" – 4:00
2. "Sluts of Hell" – 3:07
3. "Satanic Victory" – 1:02
4. "Universal Funeral" – 2:41
5. "The Art of Spiritual Purification" – 5:56
6. "Sanctum 666" – 4:10
7. "Whore (Filthy Whore)" – 4:47
8. "Mass Destruction" – 3:03
9. "Nattefrost Takes a Piss" – 0:26
10. "The Gate of Nanna" (Beherit-cover) – 4:42
11. "Still Reaching for Hell" – 6:01

- Text: Nattefrost (spår 1–9, 11), Holocausto (Marko Laiho) (spår 10)
- Musik: Nattefrost (spår 1–5, 7–9, 11), Kulde (spår 6), Holocausto (spår 10)

## Medverkande
Musiker (Myrkskog-medlemmar)
- Nattefrost (Roger Rasmussen) – sång, stråkinstrument, keyboard, gitarr, synthesizer, trummor, basgitarr

Bidragande musiker
- Taipan (Christer Jensen) – sång (spår 5)
- Hoest (Ørjan Stedjeberg) – sång (spår 9)
- Joe Ronny Moe – trummor (spår 3)
- Nordavind (Johnny Krøvel) – sång, gitarr (spår 9)
- Kulde (Eivind Kulde) – sång (spår 9)
- Taaken (Alf Morten Bjørnsen) – sång (spår 4, 7)
- Sanrabb (Morten Furuly) – sång (spår 2)
- Gunnar Staalseth – trummor (spår 13)
- Dirge Rep (Per Husebø) – sång, trummor (spår 7, 11, 12)
- Aggressor (Carl-Michael Eide) – trummor (spår 1, 2, 4, 5, 8, 9)
- Vrangsinn (Daniel Vrangsinn Salte) – basitarr, sologitarr, sång (1, 4, 5, 7, 8, 12)

Produktion
- Nattefrost – producent, omslagskonst
- Vrangsinn – producent, omslagskonst
- Peter Beste – foto
- Kulde – logo